# Phyllodesma
Phyllodesma is een geslacht van vlinders van de familie spinners (Lasiocampidae), uit de onderfamilie Lasiocampinae.

## Soorten
- P. alice (John, 1909)
- P. ambigua (Staudinger & Rebel, 1901)
- P. americana (Harris, 1841)
- P. coturnix De Lajonquière, 1968
- P. farahae De Lajonquière, 1963
- P. glasunovi (Grum-Grshimailo, 1895)
- P. ilicifolia - hulstblad (Linnaeus, 1758)
- P. kermesifolia (Lajonquiere, 1960)
- P. occidentis (Walker, 1855)
- P. priapus De Lajonquière, 1963
- P. suberifolia (Duponchel, 1842)
- P. tremulifolia - espenblad (Hübner, 1810)